# U Zeleného kříže
U Zeleného kříže (německy Beim grünen Kreuz) je zaniklá osada, která se nachází pod vrcholem Zelený kříž v Oderských vrších (části Nízkého Jeseníku) na hranici vojenského újezdu Libavá u obce Kozlov v okrese Olomouc. Legenda vypráví, že zde kdysi pytlák zabil hajného a proto je zde vztyčen zelený kříž. Za první republiky zde stávala myslivna, která již neexistuje. Na místě je také křižovatka cest Potštát - Kozlov a Slavkov - Nová Ves nad Odrou. Místo leží na hranici úmoří Černého moře a úmoří Baltského moře (rozvodí Odry a Dunaje). V lokalitě U Zeleného kříže je umístěna informační tabule, památník založení vojenského újezdu Libavá, turistický přístřešek a parkoviště a na opačné straně cesty stojí zelený kříž.

## Další informace
Osada U Zeleného kříže patřila k zaniklé vesnici Nová Ves nad Odrou. Kdysi zde stály dvě myslivny, fořtovna a do r. 1916 zde byla také restaurace. Známou oblíbenou osobou zde byl nadlesní a zároveň i sedlák Josef Zdráhala, který sloužil hraběti Althanovi. Fořtovna i myslivny stály v místě dnešního parkoviště a informační tabule. Zelený kříž byl zničen a obnoven, avšak stojí na opačné straně cesty do Slavkova.
K místu vede cyklostezka. U Zeleného kříže je také bod záchrany č. 128 s názvem „Zelený kříž, křižovatka“.
Poblíže jižním směrem pramení potok Jezernice (přítok řeky Bečvy, úmoří Černého moře). Severně od cesty Potštát–Slavkov pramení Smolenský potok a Plazský potok (přítoky řeky Odry, úmoří Baltského moře). Severně od Zeleného kříže se nachází cenná přírodní rezervace Smolenská luka na (Smolenském potoce pod kopcem Smolná). Nedaleko také havarovalo letadlo. U Zeleného kříže je také pravidelně stanovištěm každoroční cykloturistické akce Bílý kámen, kdy je povoleno vstupovat do vojenského újezdu Libavá.
Severně od lokality U Zeleného kříže se ve středověku nacházela osada Smolno (Smolná), poblíž kopce Smolná, kde bylo vyhlášené pohřebiště sebevrahů, vrahů a jiných „nežádoucích“ osob. Pohřebiště bylo v minulosti spojováno také se strašidelnými pověstmi.
Severo-severovýchodně od místa U Zeleného kříže, ve vojenském výcvikovém prostoru Libavá, se nachází bývalý pohotovostní muniční sklad (tajná sovětská raketová základna) Točka západ.
Místo bývá pravidelně, při otevření vojenského prostoru Libavá, místem možného vstupu do vojenského prostoru při cyklo-turistické akci Bílý kámen.

## Galerie fotografií

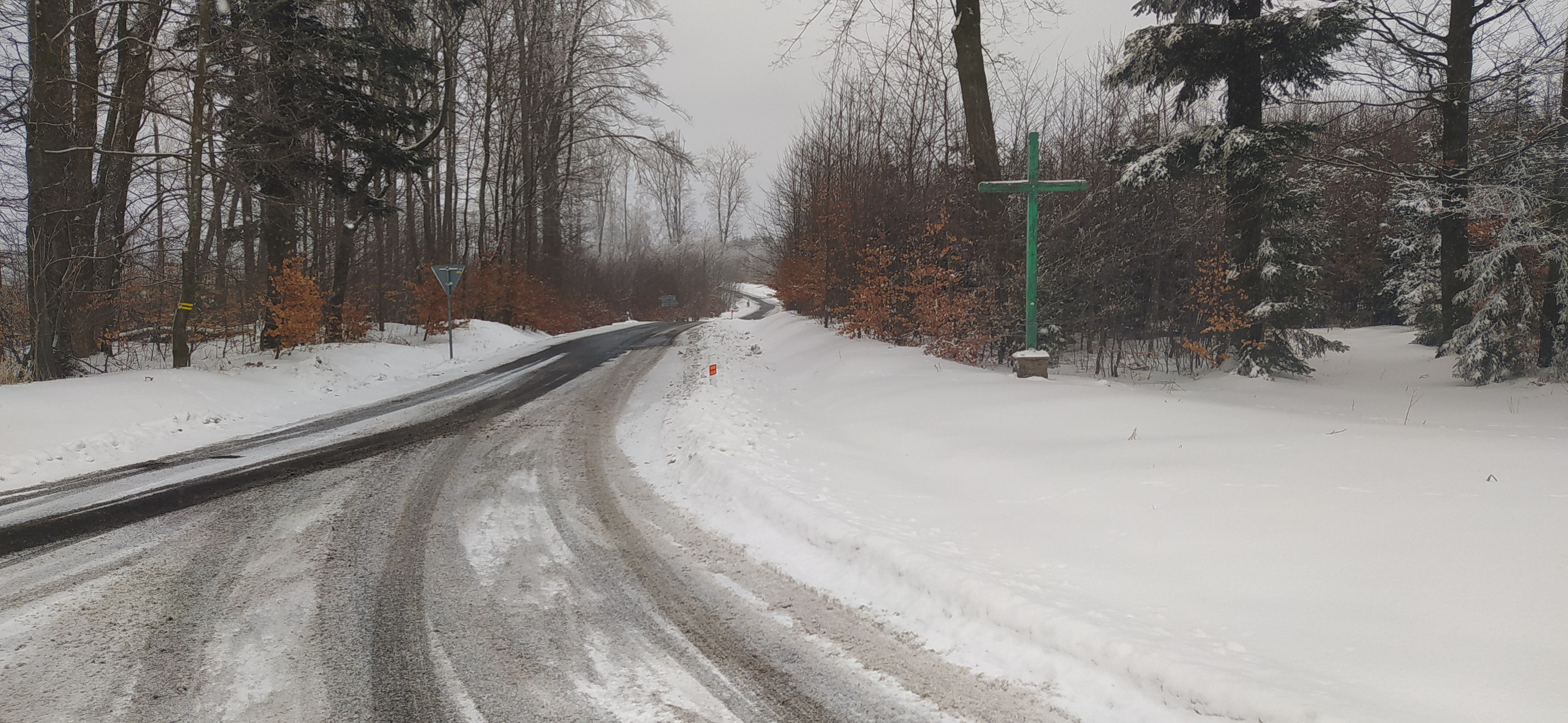
Zelený kříž pod vrcholem Zeleného kříže
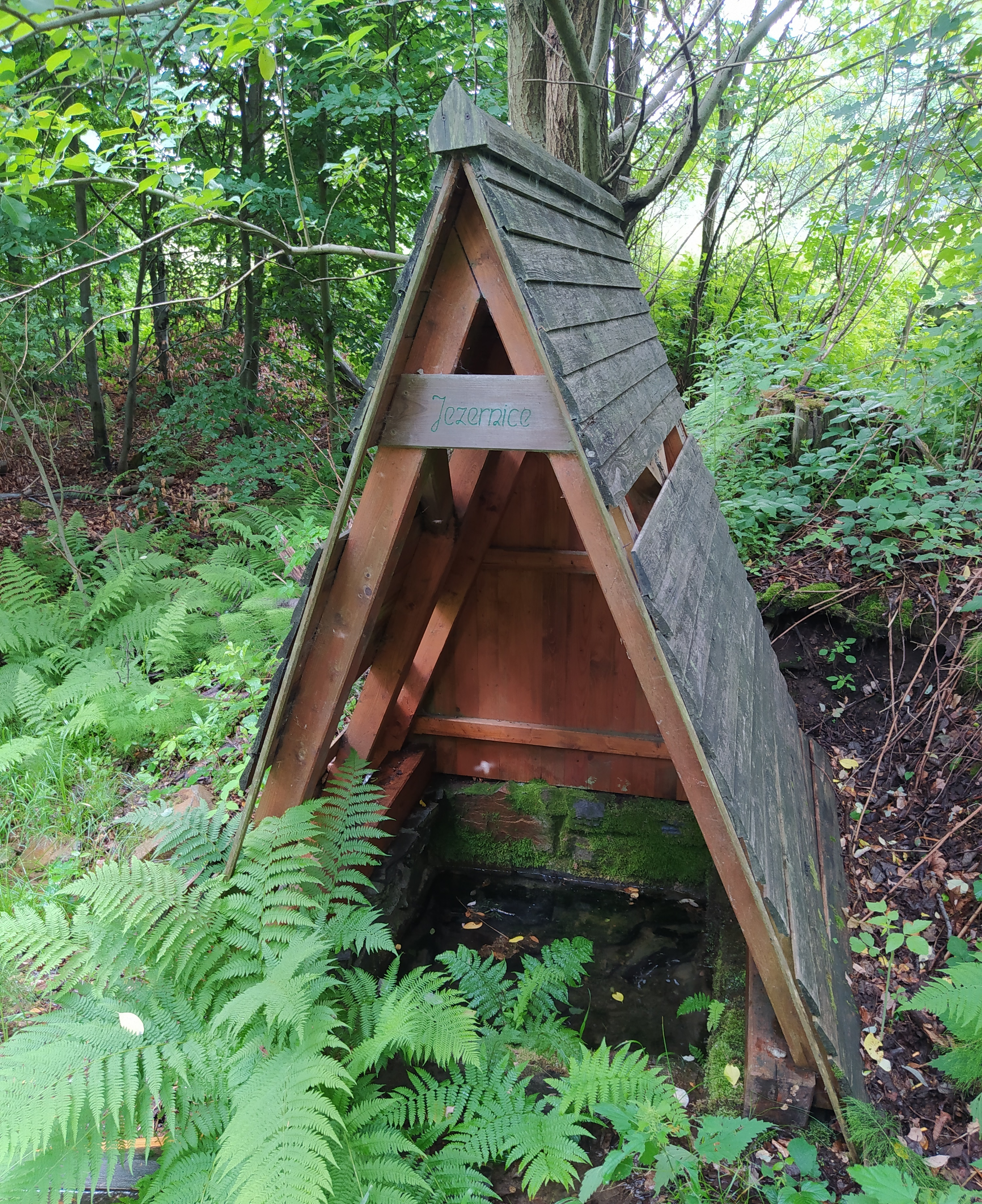
Pramen potoka Jezernice pod Zeleným křížem
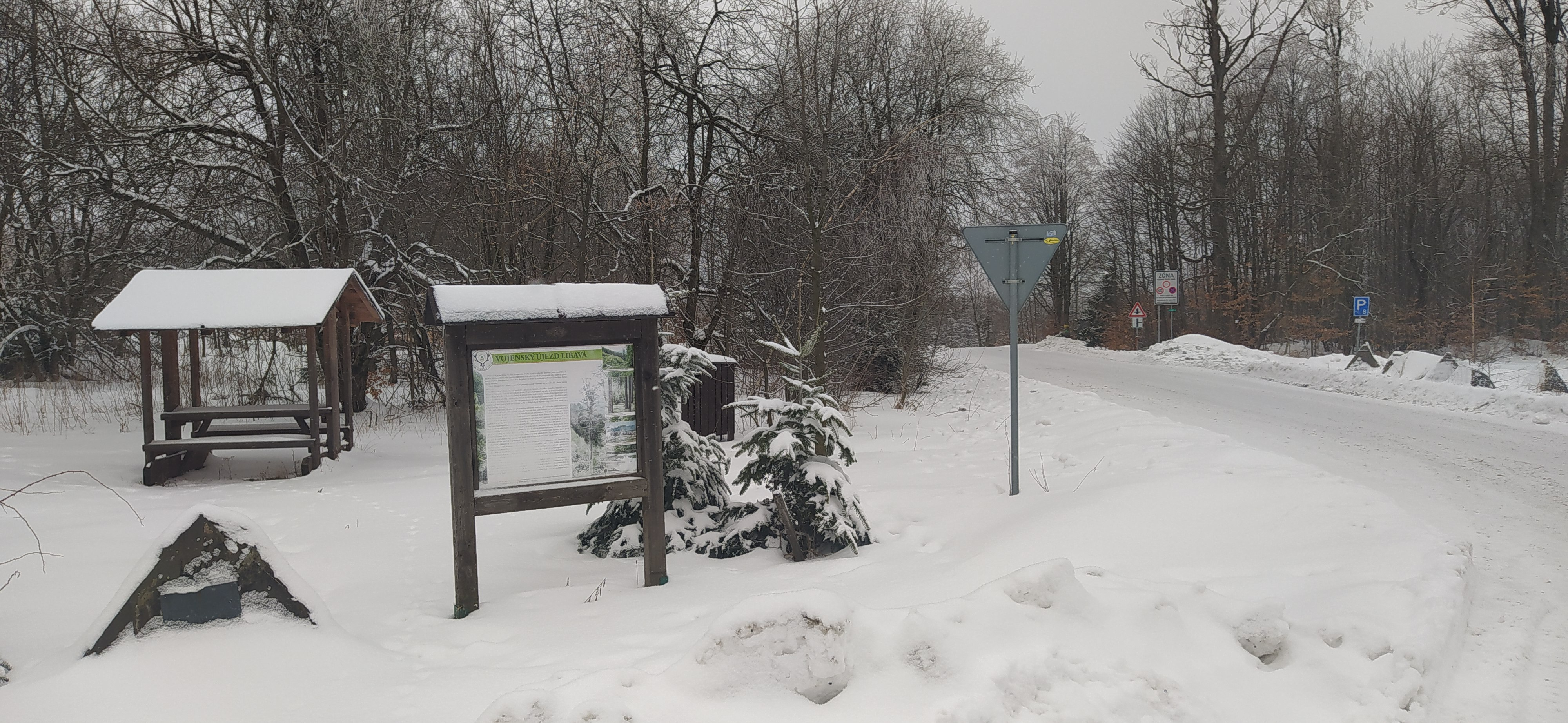
U Zeleného kříže